# ايفيكا فردولياك
ايفيكا فردولياك (بالكرواتية: Ivica Vrdoljak)‏ (19 سبتمبر 1983 بنوفي ساد في صربيا - ) هو لاعب كرة قدم كرواتي في مركز الدفاع. شارك مع منتخب كرواتيا تحت 21 سنة لكرة القدم. أما مع النوادي، فقد لعب مع ليغيا وارسو ونادي دينامو زغرب ونادي زغرب وNK Croatia Sesvete ‏ وNK Lučko ‏.

## وصلات خارجية
- ايفيكا فردولياك على موقع اتحاد كرواتيا (الكرواتية)
- ايفيكا فردولياك على موقع قاعدة بيانات كرة القدم.إي يو (الإنجليزية)
- ايفيكا فردولياك على موقع Soccerway.com (الإنجليزية)
- ايفيكا فردولياك على موقع AS.com (الإسبانية)